# لينارت ألكساندرسون
لينارت ألكساندرسون (بالسويدية: Lennart Alexandersson)‏ هو لاعب كرة قدم سويدي في مركز ظهير ‏، ولد في 31 مارس 1947. لعب مع نادي هالمستاد.